# Pana (mitología)
Pana, denominada también la "Mujer de allá arriba", en la mitología inuit es la diosa que se ocupa de las almas de los muertos cuando son transportadas desde el mundo medio, la Tierra, al reino superior, el Cielo.
Cuida de las almas hasta que están listas para reencarnarse y entonces, de vuelta, son enviadas a la Tierra para nacer de nuevo, asistida por el dios lumar Aningan que no puede brillar durante ese tiempo.
Reside en los cielos estrellados y se la asocia a las auroras boreales. 